# Khairul Helmi Johari
Khairul Helmi Johari (* 31. März 1988 in Sungai Petani), mit  vollständigen Namen Khairul Helmi Bin Johari, ist ein malaysischer Fußballspieler.

## Karriere

### Verein
Khairul Helmi Johari erlernte das Fußballspielen in der Jugendmannschaft von Kedah FA. Hier steht er auch seit 2007 unter Vertrag. Der Verein aus Alor Setar spielte in der ersten Liga des Landes, der Malaysia Super League. Die Saison 2006/2007 und 2007/2008 wurde er mit Kedah malaysischer Meister. Ebenfalls gewann er den Malaysia Cup sowie den Malaysia FA Cup. Vizemeister wurde er 2007/2008 und 2009. 2010 stand er wieder im Finale des FA Cup. Das Endspiel verlor man gegen Negeri Sembilan FA im Elfmeterschießen. Ende 2012 stieg er mit Kedah in die zweite Liga ab. Nach drei Jahren in der Malaysia Premier League stieg man als Meister 2015 wieder in die erste Liga auf. Nach Aufstieg gewann er mit Kedah 2016 den Malaysia Cup, 2017 und 2019 den Malaysia FA Cup sowie 2017 den Malaysia Charity Cup. 2020 feierte er mit dem Verein die Vizemeisterschaft. Am 1. Dezember 2020 unterschrieb er einen Vertrag beim Ligakonkurrenten Melaka United.

### Nationalmannschaft
Khairul Helmi Johari spielt seit 2017 für die malaysische Nationalmannschaft.

## Erfolge

### Verein
Kedah FA
- Malaysia Super League

Meister: 2006/2007, 2007/2008
Vizemeister: 2007/2008, 2009
- Malaysia Premier League: 2015  ▲
- Malaysia Cup

Sieger: 2006/2007, 2007/2008, 2016
Finalist: 2015, 2017
- Malaysia FA Cup

Sieger: 2006/2007, 2007/2008, 2017, 2019
Finalist: 2010
- Malaysia Charity Cup

Sieger: 2017
Finalist: 2018